# Ewald Röhlig
Ewald Röhlig (* 25. Juni 1892 in Romsdorf, Gemeinde Weißenborn; † 8. Oktober 1979 in Nürnberg) war ein deutscher Politiker der WAV und der FDP.

## Leben und Beruf
Röhlig besuchte die achtjährige Volksschule in Pößneck und absolvierte danach eine vierjährige Lehre zum Buchdrucker. Nachdem er als Soldat am Ersten Weltkrieg teilgenommen hatte, ließ er sich 1918 in Nürnberg nieder. Dort gründete er 1920 eine eigene Buchdruckerei mit Papierverarbeitung.

## Politik
Nachdem er zunächst nicht politisch tätig gewesen war, schloss er sich 1946 der WAV an. Dort wurde er zunächst Vorsitzender des Kreisverbandes für die Stadt und des Landkreises Nürnberg, später Landesvorsitzender der WAV in Bayern. Bei der Landtagswahl 1946 wurde er in den ersten Bayerischen Landtag der Nachkriegszeit gewählt. Zeitweise war er Schriftführer für das Präsidium im Landtag. Zum 15. März 1949 verließ er jedoch die WAV und schloss sich im Landtag der Freien Parlamentarischen Vereinigung an. Zum 1. Juni 1949 trat er in die FDP ein. Mit dem Ende der Wahlperiode im November 1950 schied er aus dem Landtag aus.